# Dolores Michaels
Dolores Rae Michaels (Kansas City, 30 gennaio 1933 – West Hollywood, 25 settembre 2001) è stata un'attrice statunitense.

## Biografia
Figlia di Raymond Roscoe Michaels ed Esther Marie Holcomb, Dolores iniziò a praticare danza classica all'età di cinque anni. Si trasferì successivamente a New York per continuare a studiare danza e recitazione. Sua sorella maggiore Gloria lavorava presso una compagnia teatrale che metteva in scena il musical Brigadoon e a sedici anni Dolores venne invitata ad unirsi a loro.
Si trasferì a Laguna Beach nel 1953, dopo aver sposato l'arredatore di interni Maurice Martiné. Il matrimonio terminò nel 1958 e l'anno seguente Dolores chiese il divorzio; in tribunale sostenne che il marito l'aveva costretta a vivere in una casa ancora in costruzione, senza acqua corrente né riscaldamento, aspettandosi che lei facesse il bagno nell'oceano.
Mentre frequentava un corso di recitazione, venne notata da un gruppo di produttori della 20th Century Fox che la scritturarono. Nel 1957 ottenne il suo primo ruolo cinematografico di rilievo nel film Fermata per 12 ore, dove fu chiamata a sostituire Joanne Woodward, impegnata nelle riprese de La donna dai tre volti. L'interpretazione di Dolores Michaels le valse gli elogi della critica a discapito delle ben più note colleghe Jayne Mansfield e Joan Collins: su United Press International una scena in cui seduceva il personaggio interpretato da Rick Jason fu definita "focosa", come non avveniva dai tempi di Jane Russell nel film Il mio corpo ti scalderà. Il regista Victor Vicas dovette girare due versioni della scena per via della censura.
Agli inizi della sua carriera, ebbe alcuni problemi dovuti ad un serio disturbo alimentare compulsivo. In seguito alla morte del padre, avvenuta nel 1959, Dolores Michaels intraprese una terapia psicologica. Raccontò in seguito al giornalista Bob Thomas: "Sono convinta che la maggior parte dei problemi di peso derivi da cause mentali. Ma la maggior parte delle persone che perdono peso con le diete lo riacquistano perché non conoscono i motivi per cui desiderano ardentemente il cibo. Di solito è a causa di una certa frustrazione nella loro vita".
Rifiutò in più occasioni l'etichetta di sex symbol che le era stata affibbiata, sostenendo di voler essere apprezzata per le sue doti recitative.
Di fatto, la carriera di Dolores Michaels durò dieci anni, dal 1953 al 1963.
In seguito alla fine del suo primo matrimonio, frequentò gli attori John Duke e Alejandro Rey. Nel 1964 sposò in seconde nozze lo scrittore Bernard Wolfe, che aveva diciassette anni più di lei. Ebbero due gemelle nel 1970, Jordan e Miranda e restarono sposati fino alla morte dell'uomo nel 1985.
Dolores Michaels morì nel 2001, all'età di sessantotto anni.

## Filmografia

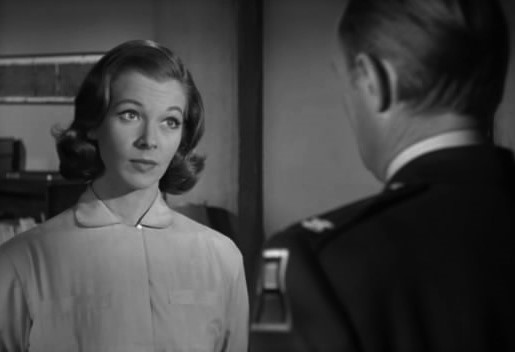
Dolores Michaels nel film Il fronte del silenzio (1957)

### Cinema
- La linea francese (The French Line), regia di Lloyd Bacon (1953)
- Il figlio di Sinbad (Son of Sinbad), regia di Ted Tetzlaff (1955)
- Fermata per 12 ore (The Wayward Bus), regia di Victor Vicas (1957)
- Il fronte del silenzio (Time Limit), regia di Karl Malden (1957)
- Il sole nel cuore (April Love), regia di Henry Levin (1957)
- Fräulein, regia di Henry Koster (1958)
- Duello a Forte Smith (The Fiend Who Walked the West), regia di Gordon Douglas (1958)
- Ultima notte a Warlock (Warlock), regia di Edward Dmytryk (1959)
- Cinque vie per l'inferno (Five Gates to Hell), regia di James Clavell (1959)
- Un piede nell'inferno (One Foot in Hell), regia di James B. Clark (1960)
- Battaglia sulla spiaggia insanguinata (Battle at Bloody Beach), regia di Herbert Coleman (1961)

### Televisione
- Scienza e fantasia (Science Fiction Theatre) – serie TV, episodio 2x24 (1956)
- Bus Stop – serie TV, 1 episodio (1961)
- Laramie – serie TV, 1 episodio (1962)
- Perry Mason – serie TV, 1 episodio (1962)
- Route 66 – serie TV, 1 episodio (1962)
- The Lloyd Bridges Show – serie TV, 1 episodio (1963)